# Орловат
Орловат (серб. Орловат) — населённый пункт в Сербии, в Воеводине, Средне-Банатском округе, общине Зренянин. Расположен на правом берегу реки Тамиш. Поселение неоднократно на протяжении всей истории меняло свои местоположение и название.

## Население
В селе проживает 1789 жителей, из которых совершеннолетних 1471. Средний возраст — 41,9 года (мужчины — 41,0 года, женщины — 42,8 года). В населённом пункте 583 домохозяйств, среднее число членов в которых — 3,07 (данные переписи 2002 года).

## Название
На сербском языке деревня известна как Орловат, на венгерском - Орлод , а на немецком - Адрел. Его название происходит от сербского слова «orao» («the eagle» на английском языке). В различных исторических источниках имя также записывалось как Орловат , Борлод , Орлод и др.

## Выдающиеся уроженцы
- Урош Предич - выдающийся сербский художник.
- Драгиша Брашован[серб.]  - выдающийся сербский архитектор, пионер модерна в Сербии.